# Zákon o státním rozpočtu
Zákon o státním rozpočtu je zákon, který upravuje státní rozpočet na příslušný rozpočtový rok. Zákon obvykle obsahuje očekávané příjmy a odhadované výdaje v daném roce, jejich úhrnnou bilanci a případně také to, jak bude vypořádán schodek státního rozpočtu. 

## Projednávání zákona
Návrh zákona o státním rozpočtu České republiky může navrhnout pouze vláda a projednává a schvaluje ho jen Poslanecká sněmovna. Dokonce ani v případě rozpuštění sněmovny nemůže Senát přijmout státní rozpočet v podobě zákonného opatření. Tvorbu, funkce a obsah státního rozpočtu, stejně jako státního závěrečného účtu, upravují rozpočtová pravidla (zákon č. 218/2000 Sb., předtím zákon č. 576/1990 Sb.), podle nichž návrh zákona vypracovává ministerstvo financí v součinnosti se správci jednotlivých kapitol státního rozpočtu (ústřední orgány státní správy a určené organizační složky státu), kraji, obcemi a jejich dobrovolnými svazky, regionálními radami regionů soudržnosti a státními fondy. Zpracovaný návrh zákona ministerstvo předkládá vládě a ta Poslanecké sněmovně.
Projednání takového návrhu zákona o státním rozpočtu poté upravuje jednací řád Poslanecké sněmovny, podle nichž má být vládou předložen nejméně tři měsíce před začátkem rozpočtového roku. Přikázán je rozpočtovému výboru a konají se o něm tři čtení. V prvním je obecná rozprava o základních údajích státního rozpočtu, poté jsou jednotlivé kapitoly přikázány příslušným sněmovním výborům a jejich usnesení následně ještě projedná rozpočtový výbor. Ve druhém čtení se při podrobné rozpravě mohou podávat pozměnovací návrhy a ve třetím již jen návrhy na opravu legislativně technických nebo gramatických chyb. Pak se již hlasuje. Součástí přijatého zákona o státním rozpočtu nemohou být změny, doplnění nebo zrušení jiných zákonů. Jestliže není sněmovnou schválen před prvním dnem daného rozpočtového roku, hospodaří se prozatím v tzv. období rozpočtového provizoria podle ukazatelů, které stanoví ministerstvo financí.

## Historie
Zákony o státním rozpočtu jsou vydávány každoročně, prvním československým zákonem o státním rozpočtu byl zákon č. 433/1919 Sb. a prvním takovým poválečným byl zákon č. 160/1945 Sb. V České republice byly jako zákony o rozpočtu vyhlášeny zákony č. 10/1993 Sb., 331/1993 Sb., 268/1994 Sb., 305/1995 Sb., 315/1996 Sb., 348/1997 Sb., 22/1999 Sb., 58/2000 Sb., 491/2000 Sb., 490/2001 Sb., 579/2002 Sb., 457/2003 Sb., 675/2004 Sb., 543/2005 Sb., 170/2006 Sb., 622/2006 Sb., 360/2007 Sb., 475/2008 Sb., 487/2009 Sb., 433/2010 Sb., 455/2011 Sb., 504/2012 Sb., 475/2013 Sb., 345/2014 Sb., 400/2015 Sb., 457/2016 Sb., 474/2017 Sb., 336/2018 Sb., 355/2019 Sb., 600/2020 Sb., 57/2022 Sb.